# Dieter Schubert (Schriftsteller)

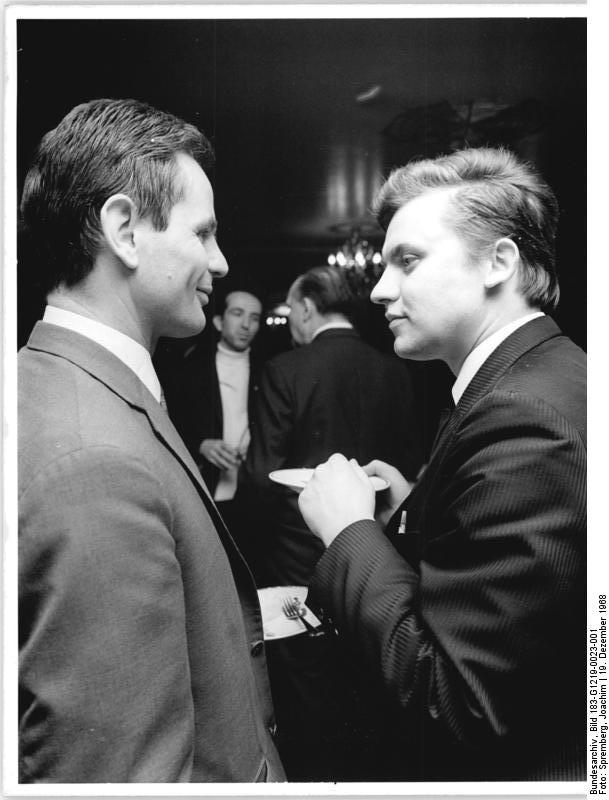
Dieter Schubert (links) und Hans Weber im Jahre 1968.

Dieter Schubert (* 15. Mai 1929 in Görlitz; † 11. November 2008 in Berlin) war ein deutscher Schriftsteller.

## Leben
Dieter Schubert nahm 1945 als Soldat am Zweiten Weltkrieg teil.
Nach Kriegsende arbeitete er in der Forstwirtschaft. Er absolvierte eine Lehre als Kunstschmied und war in den frühen Fünfzigerjahren als Boxer und Sportlehrer aktiv. Später lieferte er journalistische Beiträge für die  Junge Welt und die Neue Berliner Illustrierte. Ab 1968 war er freier Schriftsteller und Journalist. Schubert wurde 1979 mit weiteren kritischen Autoren aus dem Schriftstellerverband der DDR ausgeschlossen; Ende 1989 wurde er rehabilitiert. Er lebte zuletzt in Berlin.
Dieter Schubert war Verfasser von Romanen, Erzählungen, Kinderbüchern, Fernsehdrehbüchern und Hörspielen.
Dieter Schubert gehörte von 1968 bis 1979 dem Schriftstellerverband der DDR an; nach der Wende war er ab 1991 Mitglied des westdeutschen und ab 1995 auch des ostdeutschen PEN-Zentrums. 1968 erhielt er den Hans-Marchwitza-Preis der Deutschen Akademie der Künste sowie 1990 ein Arbeitsstipendium für Berliner Schriftsteller.

## Werke
- Skandal um Stan Britton, Berlin 1956
- Der Polyp, Berlin 1961
- Acht Unzen Träume, Berlin 1967
- Taute und der alte Joe, Berlin 1969
- Der Wüstenkönig von Brandenburg, Berlin 1971
- Sabine, Berlin 1972
- Kleider machen Bräute, Berlin 1973
- Die eiserne Rose, Berlin 1976
- Papierblume, Modautal-Neunkirchen 1979
- O Donna Clara, Berlin 1981
- Die lahme Tänzerin, Rostock 1982
- Hasen und Jäger, Düsseldorf 1990
- Puppenspieler Pippow, Berlin 1996

## Filmografie
- 1983: Olle Henry (Szenarium)